# Боевые животные

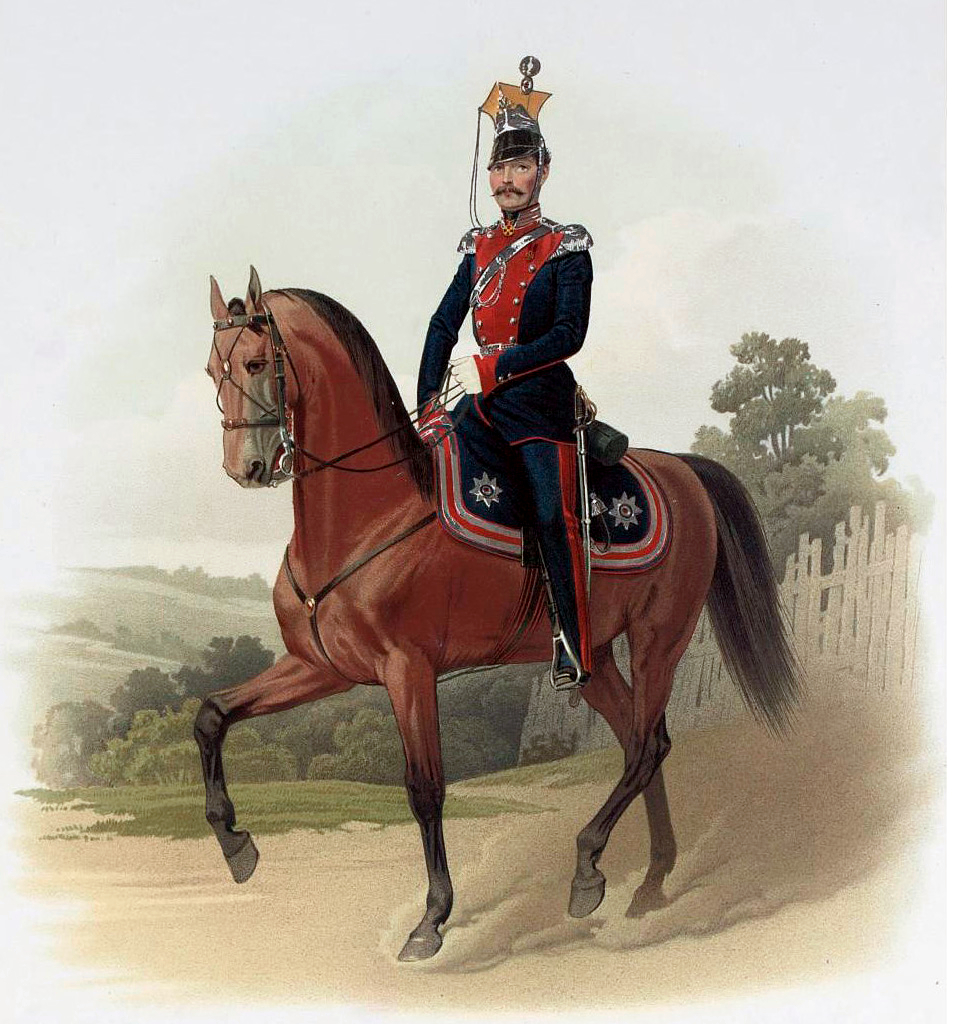
Пиратский К. К. Штаб-офицер Лейб-гвардии Уланского Его Величества полка. 1855 год

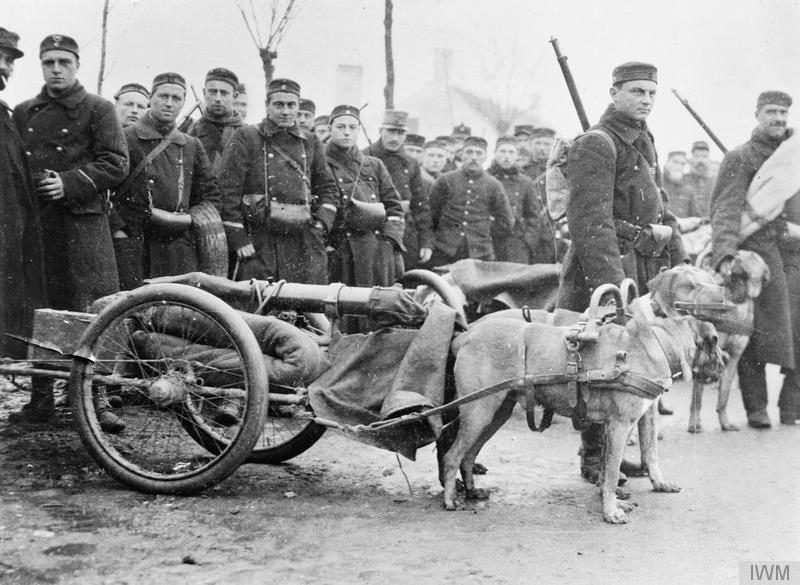
Боевые собаки, Западный фронт, 1914 год.

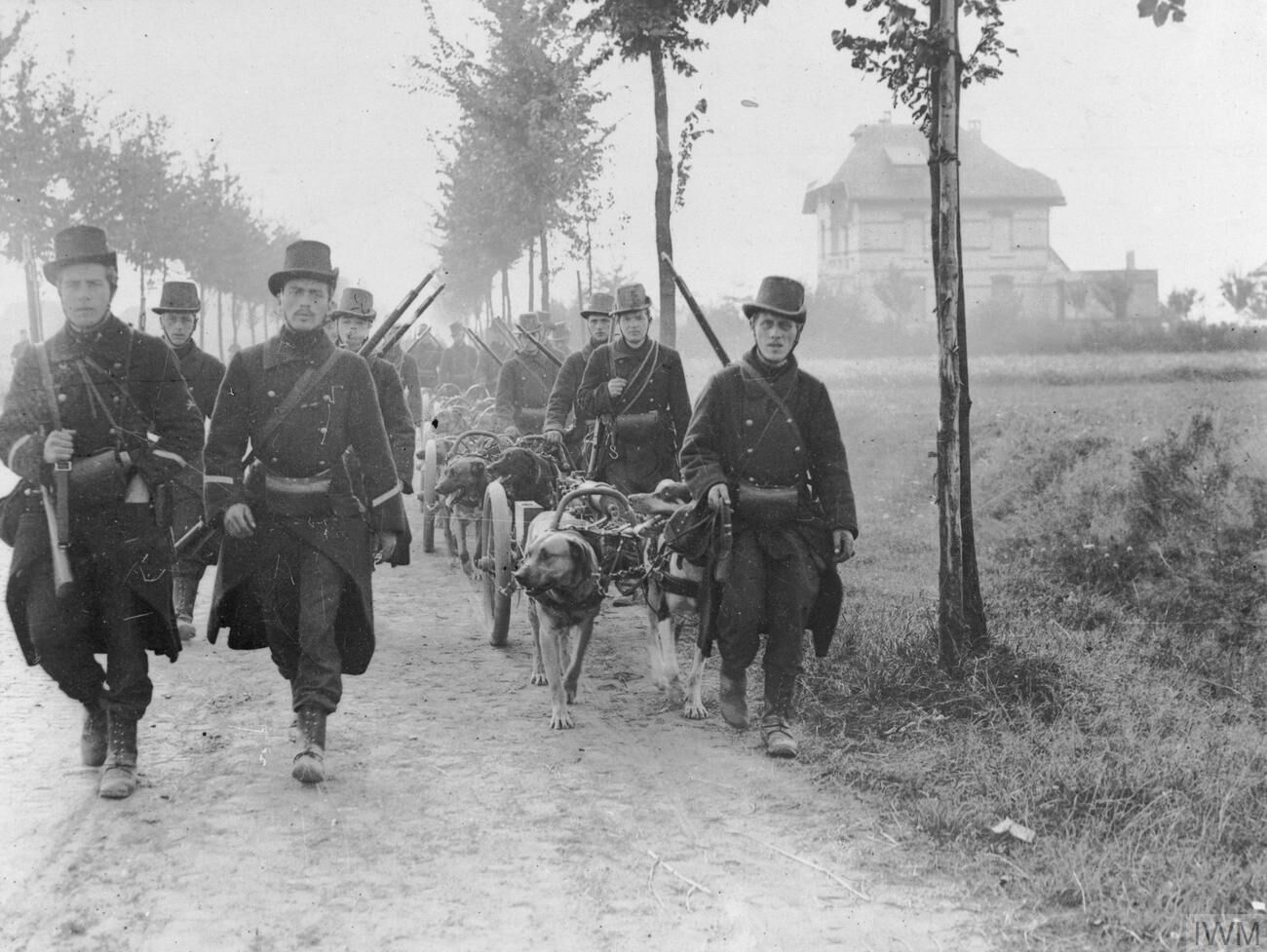
Служебные собаки, Европа, август — сентябрь 1914 года.

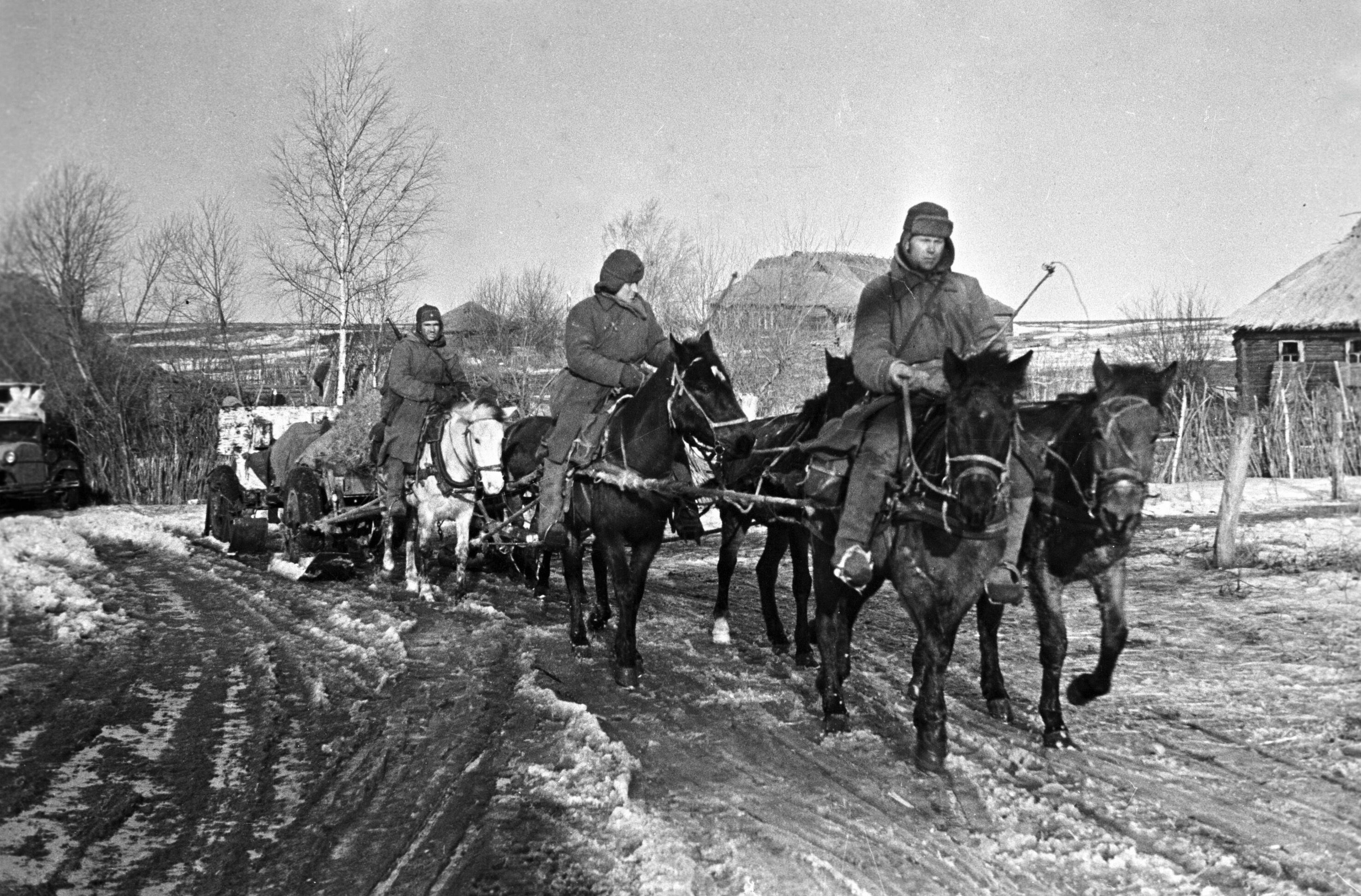
Конный обоз артиллерии полка 144-й стрелковой дивизии выдвигается на линию фронта северо-западнее Вязьмы, 1 марта 1943 года.

Боевые животные — животные, в том или ином качестве использовавшиеся или используемые в военных (боевых) действиях. 
Это могут быть рабочие животные, используемые для перевозки военных грузов и транспортировки солдат; многие домашние животные, такие как собаки, свиньи, волы, верблюды, лошади и ослы, могут использоваться в качестве гужевого транспорта или как искатели мин. Во время войны также могут использоваться слоны, голуби, крысы и даже дельфины и морские львы.

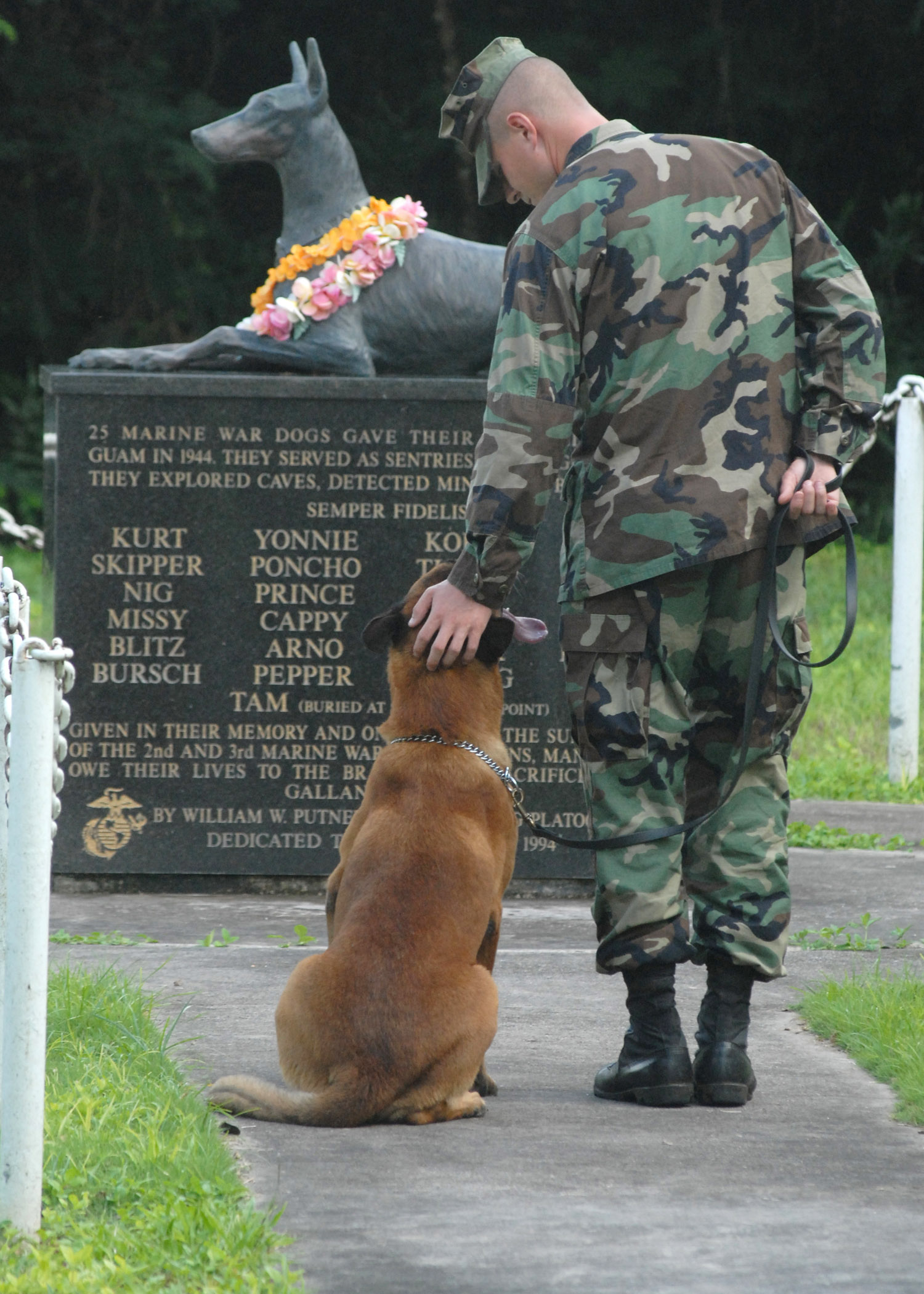
Кладбище служебных собак морской пехоты США, погибших в боях за остров Гуам в 1944 г. В боях за остров погибло 25 собак морской пехоты, использовавшихся в качестве дозорных, курьеров, обнаружителей мин

## Как транспорт и для перевозки грузов
Греческий лексикограф конца II века Юлий Поллукс так описывает животных, используемых на войне: «Полезны в войнах несущие снаряжение ослы, запряженные в повозки быки, а мулы — для обеих целей, верблюды же — навьюченные снаряжением. А бактрийцы и сражаются на верблюдах» («Ономастикон» I, 139–140).

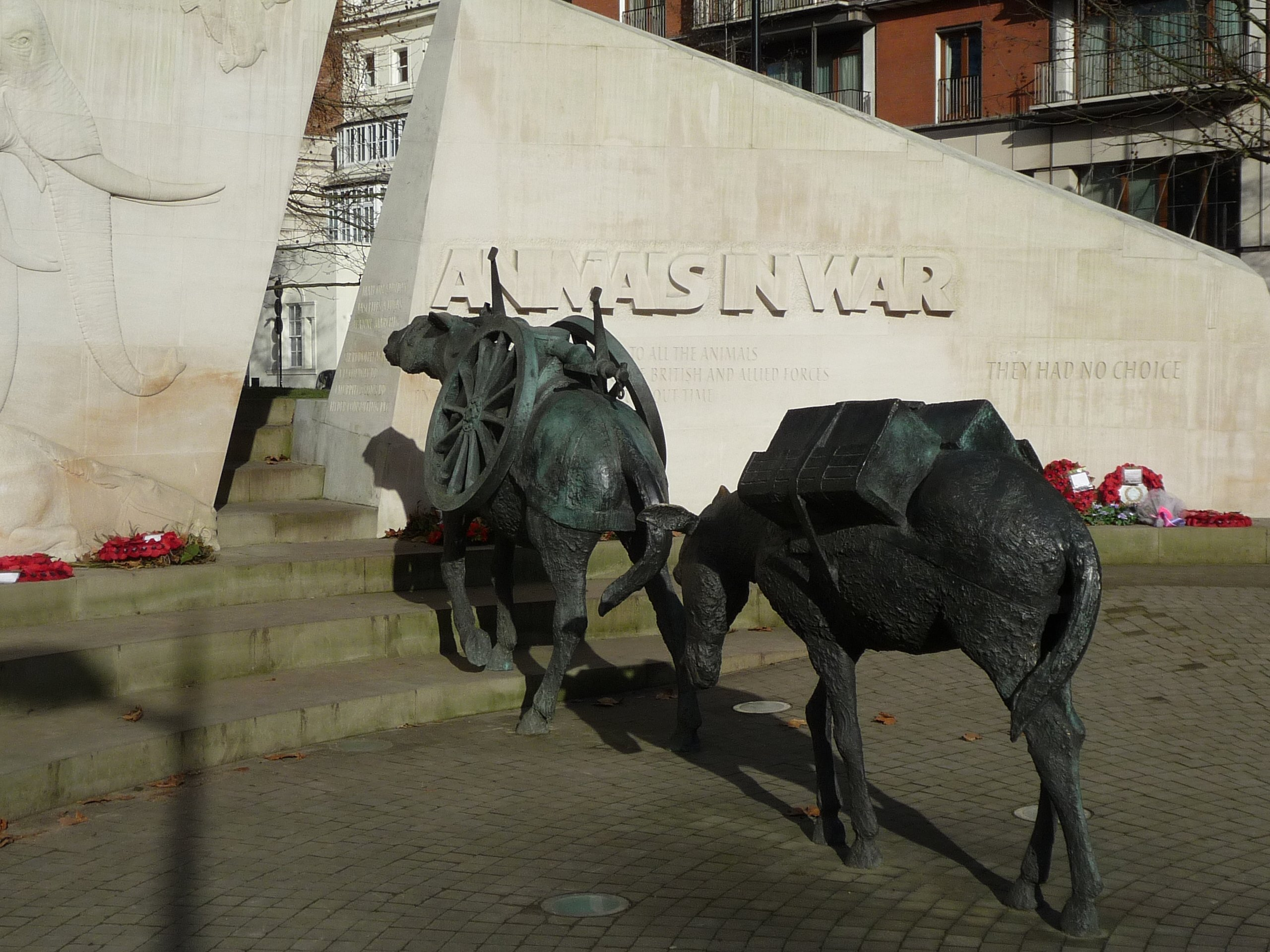
Мемориал Животные на войне в Лондоне

## Животные как оружие

### Для атаки верхом или как непосредственно боевые
В Библии описывается как ветхозаветный Судья-герой Самсон, поджёг лисам хвосты и загнал их на поля своих врагов филистимлян. В Книге Судей говорится следующее: «И пошёл Самсон, и поймал триста лисиц, и взял факелы, и связал хвост с хвостом, и привязал по факелу между двумя хвостами; и зажёг факелы, и пустил их на жатву Филистимскую, и выжег и копны и нежатый хлеб, и виноградные сады [и] масличные» (Судьи 15: 4–5).
В античные времена боевые слоны использовались в индийской, римской, карфагенской, а в Средние века — в кхмерской армии. При этом сначала воины очень пугались невиданных животных, но потом привыкали, и слоны становились менее эффективными. Всадников обычно было двое: один управлял слоном, другой держал копьё (кхмеры — арбалет), либо один, иногда державший и копьё, управлявший слоном, который просто топтал и разбрасывал бивнями вражескую армию. На морду и бивни животного надевалась металлическая пластина, защищающая их от копий и стрел. Кхмерские воины сидели в будках.
В индийском трактате о политике и военном деле «Артхашастра» (III в. до н. э.), Каутилья пишет о различных функциях слона в боевых условиях, в том числе, отмечается его действия не только при атаке на противника, но и при обороне, в инженерном деле и разрушении укреплений.
Немецкий военный историк Х. Дельбрюк подводя итоги боевого применения слонов писал в своей «Истории военного искусства»:
Сводя воедино весь опыт древней военной истории, мы приходим к заключению, что пригодность слонов и польза от них в сражениях не должна быть высоко расцениваемы. Они имели успехи в сражениях против народов, которые их никогда не видали, и против всадников и стрелков; но успехи эти были сильно преувеличены побежденными, чтобы оправдать себя, как, например, в сражениях с Пирром. Войска, знакомые с ними и не боявшиеся их, умели и избегать их, и нападать на них, даже, подобно Александру при Гидаспе, они умели справляться с ними не посредством фокусов в виде огненных стрел и запугивания их, а благодаря правильному употреблению оружия.

Памятник фронтовой собаке в парке Победы в Москве

Боевых свиней использовали в античных войнах против боевых слонов. По сообщению Плиния Старшего слоны пугались, когда слышали визг свиней, и начинали отступать. Клавдий Элиан приводит сведения, что римляне использовали боевых свиней, чтобы пугать слонов эпирского царя Пирра в 275 году до нашей эры.
Массовое применение боевые животные нашли в армиях Арабского халифата, располагавших и конницей, и верблюдницей.
У древнегреческого историка Ксенофонта среди множества произведений на различные темы есть два трактата о конном деле и руководстве кавалерией. С глубокой древности до XIX века лошади служили как непосредственно средством передвижения, так и как тягловая сила для колесниц.

### Животные-живые бомбы
В годы Второй мировой войны учёные в США разрабатывали проект создания «мышиной бомбы». Предполагалось, что носителями этих самых маленьких (17 граммов) в истории авиационных бомб будут сбрасываемые с самолетов в специальных самораспаковывающихся контейнерах летучие мыши.
Во время Второй мировой войны СССР применялись противотанковые собаки.
В Великобритании разрабатывали проект взрывающихся крыс, начиняя тушки крыс бомбой и подкидывая их в котельные, однако немцы перехватили сведения, и британцы отказались от дальнейшего использования взрывающихся крыс.

## Животные-связисты
С XVIII века в армиях многих стран широко использовалась отправка корреспонденции посредством голубей. Важность «военной службы» некоторых птиц была оценена очень высоко: так, английскому почтовому голубю № 888 за выдающиеся заслуги во время Первой мировой войны было вполне официально присвоено звание полковника британской армии. Со своей стороны, против английской голубиной почты в качестве «истребителей» немцы использовали обученных соколов.